# St. Josef der Bräutigam (Roßbrunn)

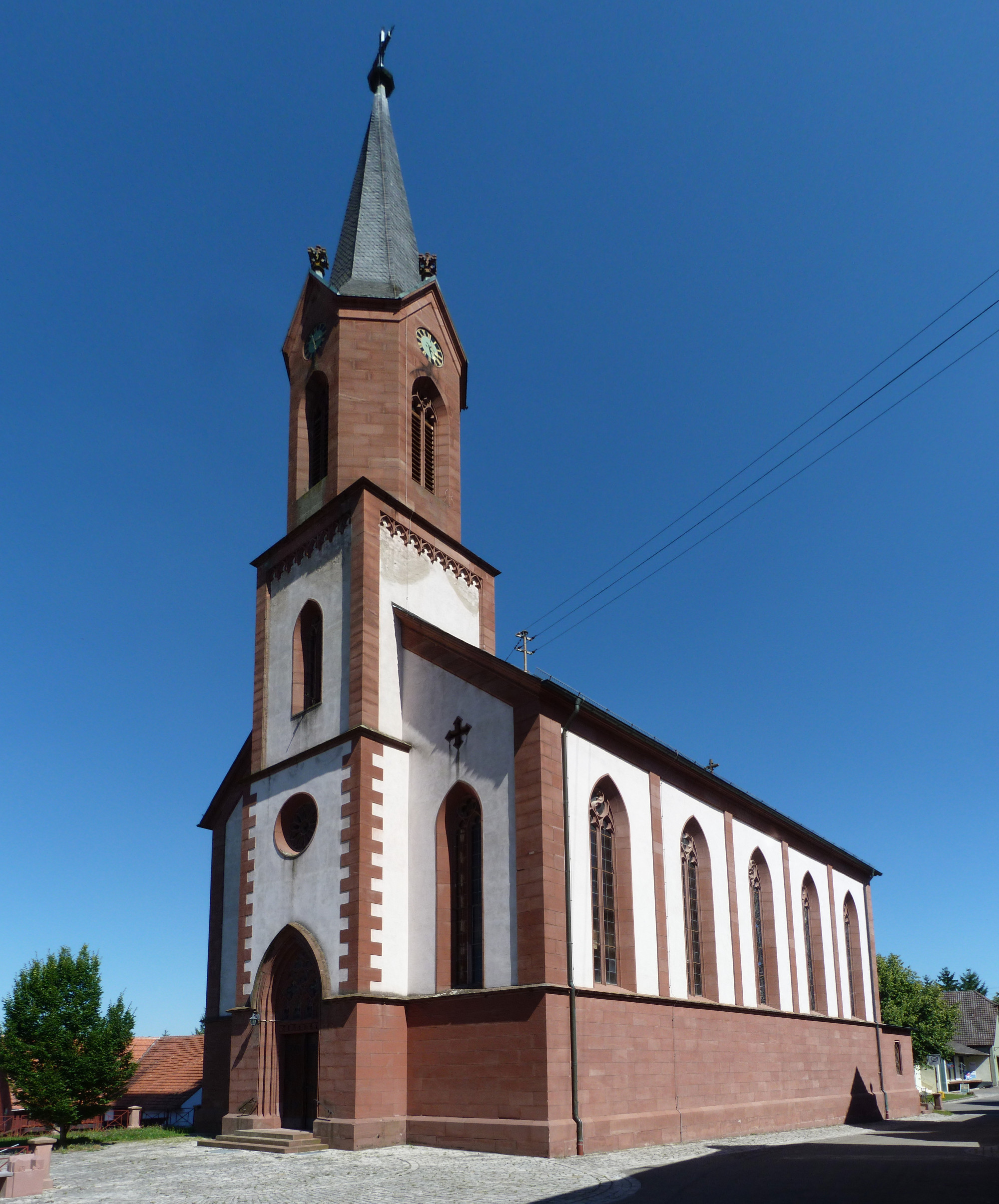
St. Josef der Bräutigam (Roßbrunn)

Die römisch-katholische, denkmalgeschützte Pfarrkirche St. Josef der Bräutigam befindet sich in Roßbrunn, einem Gemeindeteil der Gemeinde Waldbüttelbrunn im Landkreis Würzburg (Unterfranken, Bayern). Das Bauwerk ist unter der Denkmalnummer D-6-79-205-15 als Baudenkmal in der Bayerischen Denkmalliste eingetragen. Die Pfarrei gehört zur Pfarreiengemeinschaft St. Kilian Würzburg-West (Waldbüttelbrunn) im Dekanat Würzburg links des Mains des Bistums Würzburg.

## Beschreibung
Die neugotische Saalkirche wurde 1868 erbaut. Sie besteht aus einem Langhaus mit fünf Jochen, einem eingezogenen, dreiseitig geschlossenen Chor im Osten und einem fast vollständig in das Langhaus eingestellten quadratischen Fassadenturm im Westen, dessen oberstes achteckiges Geschoss aus Quadermauerwerk die Turmuhr und den Glockenstuhl beherbergt, und der mit einem schiefergedeckten, achtseitigen Knickhelm bedeckt ist. 
Die Orgel mit 16 Registern, zwei Manualen und einem Pedal wurde 1870 von Balthasar Schlimbach gebaut.